# Ludwig Biermann
Ludwig Biermann (Hamm, 13 marzo 1907 – Monaco di Baviera, 12 gennaio 1986) è stato un astronomo tedesco.
Dopo aver frequentato le università di Monaco e Friburgo, conseguì il dottorato nel 1932 a Gottinga. Fondò e diresse la sezione di astrofisica della Società Max Planck . È ricordato per gli studi ed i contributi apportati nel campo dell'astrofisica e della fisica del plasma, ma il proprio nome è particolarmente legato alla scoperta del vento solare, di cui predisse l'esistenza negli anni cinquanta. Nel 1973, in collaborazione con Evry L Schatzman e  Mahinder S Uberoi ha pubblicato il volume Cosmic gas dynamics .
L'asteroide 73640 Biermann è stato nominato così in suo onore.

## Onorificenze
- Bruce Medal nel 1967
- Gold Medal of the Royal Astronomical Society nel 1974.
- Medaglia Karl Schwarzschild nel 1980